# Marie-José Lamothe
Marie-José Lamothe (Talence en Gironde, 25 mai 1945 - Paris 2e, 22 mars 1998) est une photographe, écrivain, traductrice et une tibétologue française.

## Biographie
Elle apprend le tibétain à l’INALCO avec Dagpo Rinpoché, Ngawang Dakpa et Heather Stoddard. Samten G. Karmay lui confie une ancienne édition xylographiée des Cent mille chants de Milarépa qui lui permet d'en commencer la traduction. Elle a traduit, du tibétain en français, les œuvres complètes de Milarépa. Elle en a aussi retracé la vie dans un ouvrage. Khenpo Yéshé Chodar Rinpoché, directeur de la chaire Kagyu de l'université sanscrite de Sarnath, l’aide à éclaircir certains points lors de la traduction. Elle fréquente les centres Drukpa de Droukgon Djangchoub Ling à Sainte-Agnès et de Pel Drukpay Tcheutsok à Plouray.
André Velter fait la connaissance de Marie-José Lamothe et partage sa vie depuis le 6 décembre 1970.
Au retour d’un voyage de huit mois en Asie, à proximité du Tibet et où ils rencontrent des Tibétains, Marie-José Lamothe et André Velter participent le 17 novembre 1981 à Radioscopie, la célèbre émission radiophonique de Jacques Chancel.
En 1987, Marie-José Lamothe, André Velter, Patrick Carré et Éric Chazot voyagent pour la première fois au Tibet et réalisent Tibet 87, renaissance ou illusion, une série d'émissions sur France Culture consacrées au Pays des Neiges,,.
En 1994, Marie-José Lamothe et André Velter publient trois articles dans un numéro de GEO consacré au Tibet. En 1997, ils présentent les Voix du Tibet, sept soirées poétiques au Théâtre Molière / Maison de la Poésie.
Marie-José Lamothe a aussi collaboré avec André Velter pour certains ouvrages.

### Prix
Le premier volume des Cent Mille Chants de Milarépa, a reçu le prix Alexandra David-Néel/Lama Yongden 1987.

## Ouvrages
- Les Bazars de Kaboul, André Velter et Emmanuel Delloye, photographies de Marie-José Lamothe, Hier et Demain, 1979
- Peuples du toit du monde, André Velter avec des photographies de Marie-José Lamothe, Chêne-Hachette, 1981
- Ladakh Himalaya, André Velter avec des photographies de Marie-José Lamothe, Albin Michel, 1987 et A.-M. Métailié, 1991
- René Char, André Velter, photographies de Marie-José Lamothe, L’Atelier des Brisants, 2001.
- Le Livre de l'outil avec André Velter, photographies de Jean Marquis - préface de René Char, postface de Serge Sautreau ; aux éditions Hier et Demain, 1976, et Temps Actuels, 1983 ; réédité aux éditions Phébus, 2003
- Tsang Nyön Heruka (trad. Marie-José Lamothe), Milarépa, la vie, Paris, Éd. du Seuil, 1995, 231 p. (ISBN 2-02-020150-X)
- Milarépa, Les Cent mille chants, 3 tomes, rédigé et traduit par Marie-José Lamothe, Fayard, 1986  (ISBN 2213017107), 1989  (ISBN 2213023115), 1993  (ISBN 2213030944)
- FirstName Milarépa (trad. Marie-José Lamothe), Œuvres complètes : La vie ; Les cent mille chants suivi de Dans les pas de Milarépa, Paris, Fayard, coll. « Les indispensables de la spiritualité », 2006, 1140 p. (ISBN 978-2-213-62897-4 et 2213628971).
- Tsewang Khangkar, Médecin du toit du monde, Monaco, Editions du Rocher, 1997, 282 p. (ISBN 2-268-02491-1)

## Nécrologie
- Marie-José Lamothe, Patrick Kéchichian, 25 mars 1998, Le Monde.